# Lothar Jene
Lothar Jene (* 1946; † 28. April 2007 in Griechenland) war ein deutscher Jurist und Journalist, Direktor der Hamburgischen Anstalt für neue Medien (HAM) und kommissarischer Direktor der Medienanstalt Hamburg Schleswig-Holstein (MA HSH).

## Leben
Jene studierte Rechtswissenschaften an den Universitäten Heidelberg, Freiburg, Bonn und Kiel. Sein Referendariat absolvierte er in Bremen und Montreal (Kanada), im Jahr 1980 schrieb er seine Dissertation zum Thema „Kurzarbeit und betriebliche Mitbestimmung: (§ 87 I Nr. 3 BetrVG)“ und wurde an der Universität Mannheim promoviert. Er heiratete 1996 die Oberstudienrätin Lilo Jene-Ackermann in Heidelberg. 
Seine Berufslaufbahn begann er mit journalistischer Tätigkeit bei diversen Tageszeitungen und Rundfunkanstalten. Anschließend war er Referent in der öffentlichen Verwaltung in Hamburg.
Seit 1988 war Jene Justiziar und Stellvertretender Direktor, seit 1. Mai 2000 Direktor der „Hamburgischen Anstalt für neue Medien“. In dieser Funktion war er zugleich Mitglied in der Direktorenkonferenz der Landesmedienanstalten und auch der Gesamtkonferenz der Arbeitsgemeinschaft der Landesmedienanstalten. Seit April 2003 war er außerdem Stellvertretender Vorsitzender der „Kommission für Jugendmedienschutz“ (KJM) der Landesmedienanstalten.
Am 1. März 2007 hatte Jene das Amt des kommissarischen Direktors der neuen „Medienanstalt Hamburg Schleswig-Holstein“ übernommen. Nur zwei Monate später kam Jene am 28. April 2007 im Alter von 60 Jahren bei einem Autounfall in Griechenland zu Tode.